# 小松久男
小松 久男（こまつ ひさお、1951年2月 - ）は、日本の歴史学者、中央アジア史学者、専門分野は中央アジア近現代史。元東京外国語大学特任教授。東京大学名誉教授、公益財団法人 東洋文庫研究員・内陸アジア研究部門（中央アジア研究班 総括）。東京都出身。
主な役職として、東京大学大学院人文社会系研究科長（2009-10年度）、日本学術会議会員（第22-23期：2011年10月-2017年 9月）、公益財団法人 史学会理事長（2012-2013年度）、内陸アジア史学会会長（2013-2016年度）などをつとめる。

## 経歴
出典：略歴, p. 81
学歴
- 1974年3月　東京教育大学文学部史学科卒業（東洋史学専攻）
- 1974年4月　東京大学大学院人文科学研究科修士課程（東洋史学）入学
- 1978年4月　東京大学大学院人文科学研究科博士課程（東洋史学）入学
- 1978年11月 トルコ政府奨学金により、アンカラ大学言語・歴史・地理学部に留学
- 1980年3月　東京大学大学院人文科学研究科博士課程（東洋史学）中退

職歴
- 1980年4月　東海大学文学部文明学科西アジア課程専任講師
- 1982年4月-1983年3月　梅村坦・護雅夫とアンカラでの「日本学術振興会 西アジア地域研究センター」の再建・設立に携わり、センターの業務を担当[5]。
- 1987年4月　同大学同学科助教授
- 1992年4月　東京外国語大学外国語学部中東語学科（トルコ語）助教授
- 1995年4月　東京大学大学院人文社会系研究科助教授
- 1996年4月　同研究科教授
- 2009年4月　同研究科長・文学部長
- 2012年3月　東京大学退職、名誉教授
- 2012年4月　東京外国語大学大学院 総合国際学研究院特任教授
- 2017年4月　東京外国語大学世界言語社会教育センター特別教授
  - 2019年2月7日 最終講義「中央アジア史への道」[6]
- 2019年3月　同大学 退職

## 著書

### 単著
- (トルコ語) 20. Yüzyıl Başlarında Orta Asyada Türkçülük ve Devrim Hareketleri[7]、Turhan Kitabevi(Ankara)、1993年。NCID BB10918944
- 『革命の中央アジア：あるジャディードの肖像』東京大学出版会〈中東イスラム世界〉[8][9]、1996年。NCID BN13781308
- 『イブラヒム、日本への旅：ロシア・オスマン帝国・日本』刀水書房〈世界史の鏡 地域〉[10]、2008年。NCID BA87732238
- 『激動の中のイスラーム：中央アジア近現代史』山川出版社〈イスラームを知る 18〉、2014年。NCID BB15647651
- 『近代中央アジアの群像：革命の世代の軌跡』山川出版社〈世界史リブレット 人 80〉、2018年。NCID BB26854283

### 共著
- 『内陸アジア・西アジアの社会と文化』[11] 護雅夫編、山川出版社、1983年 NCID BN01452003
執筆：「ブハラとカザン」481‒500頁
- 『イスラム都市研究：歴史と展望』羽田正・三浦徹編、東京大学出版会、1991年。NCID BN06555375
執筆：「中央アジア」265‒310頁
- 『内陸アジア』間野英二・中見立夫・堀直と共著、朝日新聞社〈地域からの世界史 6〉、1992年。NCID BN07917019
執筆：「II 19世紀から20世紀まで　ロシア・ソ連と内陸アジア」179‒201頁
- 『スラブの民族』原暉之・山内昌之編集責任、弘文堂〈講座スラブの世界 2〉、1995年。NCID BN13058814
執筆：「二つの都市のタジク人 : 中央アジアの民族関係」250‒274頁
- 『イスラーム世界とアフリカ：18世紀末-20世紀初』岩波書店〈岩波講座世界歴史 21〉、1998年。NCID BA34399811
執筆：「危機と応戦のイスラーム世界」3‒78頁
- 『中央アジア史』間野英二編、同朋舎〈アジアの歴史と文化 8）、1999年。NCID BA40712281
執筆：「ロシアと中央アジア」184‒197頁、「現代の中央アジア」209‒221頁
- 『アフガニスタン：南西アジア情勢を読み解く』広瀬崇子・堀本武功編著、明石書店、2002年。NCID BA55364258
執筆：第7章「中央アジアのイスラーム復興とアフガニスタン」125-143頁
- 『中央アジアを知るための60章』宇山智彦編著、明石書店〈エリア・スタディーズ〉、2003年。2010年 第2版[12]。NCID BB01243734
執筆：第1章「中央アジアの多様な世界：文明の重層と複合」、第10章「ロシア・ムスリムの改革と反乱：ジャディード運動とアンディジャン蜂起」、第48章「フェルガナ盆地のイスラーム復興：草の根の信仰と「原理主義」」
- 『イスラーム世界』片倉もとこ・梅村坦・清水芳見編、岩波書店、2004年。NCID BA66155555
執筆：「中央アジアにおけるイスラーム復興」72‒97頁
- 『ウズベキスタンを知るための60章』帯谷知可編著、明石書店〈エリア・スタディーズ164〉[13]、2018年。NCID BB26084073
執筆：第11章「ロシア革命とジャディード知識人：啓蒙・改革から革命へ」、第17章「ソ連の記憶」、第23章「ウズベキスタンのイスラーム：悠久の伝統と現代」、第47章「宗教と政治：復興するイスラームとどう向き合うか」[14]
- 『歴史の蹊、史料の杜 : 史資料体験が開く日本史・世界史の扉』成蹊大学文学部学会編・佐々木紳責任編集、風間書房〈成蹊大学人文叢書 20〉[15]、2023年。NCID BD01636731
執筆：第10章「中央ユーラシアの新聞・雑誌史料：時代の思潮を読む」197－217頁
- 『東大塾 現代イスラーム講義』長沢栄治・後藤絵美編、東京大学出版会[16]、2023年。NCID BD04227422
執筆：第4講「宗教復興のダイナミズム：近現代中央アジアの政治と宗教」101－130頁
- 『世界の転換期(ターニングポイント)を知る11章』山川出版社[17]、2024年4月。NCID BD06549419
執筆：第9章「1861年 改革と試練の時代」、第10章「1905年 革命のうねりと連帯の夢」

### 編著
- 『中央ユーラシア史』山川出版社〈新版世界各国史 4〉、2000年。NCID BA48941307
- 『テュルクを知るための61章』明石書店〈エリア・スタディーズ148〉[18]、2016年。NCID BB2188501X
- 〈歴史の転換期〉シリーズ 全11巻、監修：木村靖二・ 岸本美緒・小松、山川出版社[19]、2018-2023年。NCID BB26041274
  - 9.『1861年 改革と試練の時代』編著、2018年[20]。
  - 10.『1905年 革命のうねりと連帯の夢』編著、2019年[21]。

※歴史の転換期シリーズ 完結記念座談会　歴史の転換期を考える4 <9・10・11巻> 2024/03/18 - YouTube (9・10巻 小松、11巻 木村靖二)
※各巻の序章をベースに、その内容を地図やイラストも多用し、コンパクトにわかりやすく掲載したものが2024年刊行の『世界の転換期を知る11章』[17]

### 共編・共編著
- 『世界民族事典』綾部恒雄監修、編集委員：小松・大塚和夫・木村秀雄・黒田悦子・小西正捷・須藤健一・谷泰・日野舜也・横山廣子共編、弘文堂、2000年。NCID BA47196566
- Islam in Politics in Russia and Central Asia（ロシアと中央アジアの政治におけるイスラーム）: Early Eighteenth Century to Late Twentieth Centuries)、Stéphane A.Dudoignon(ステファン・ドゥドワニョン)共編、Kegan Paul International、2001年。NCID BA56040885
担当：“Bukhara and Istanbul: A Consideration about the Background of the Munāzara”, pp.167–180。[22][23]
- 『岩波イスラーム辞典』大塚和夫・小杉泰・東長靖・羽田正・山内昌之共編、岩波書店、2002年。NCID BA55679372。〈CD-ROM版〉2009年。
※2002年第56回 毎日出版文化賞受賞[4]
- 『イスラーム地域研究の可能性』佐藤次高編、東京大学出版会〈イスラーム地域研究叢書 1〉2003年。NCID BA64340807
担当：「地域間比較の試み：中央アジアと中東」49‒76頁
- 『現代イスラーム思想と政治運動』小杉泰共編、東京大学出版会〈イスラーム地域研究叢書 2〉2003年。NCID BA64807065
担当：「序章 激動の時代：20世紀のイスラーム世界」1‒36頁、B. ババジャノフ※著・小松訳「6章 ソ連解体後の中央アジア：再イスラーム化の波動」167‒193頁（原文：ロシア語）※Bakhtiyar Babadjanov AUSTRIAN ACADEMY OF SCIENCES
- 『現代中央アジア論：変貌する政治・経済の深層』岩﨑一郎・宇山智彦共編著、日本評論社[24]、2004年。NCID BA68453951
担当：「中央アジアの眺望」
- 『中央ユーラシアを知る事典』梅村坦・宇山智彦・帯谷知可・堀川徹共編、平凡社、2005年。NCID BA71544410
- Intellectuals in the Modern Islamic World: Transmission, Transformation, Communication、Stéphane A.Dudoignon, Kosugi Yasushi(小杉泰)共編、Routledge、2006年。NCID BA78062779
担当：“Muslim Intellectuals and Japan: a Pan-Islamist Mediator, Abdurreshid Ibrahim”, pp.273–288。[25]
- 『ユーラシア世界』全5巻、 編集委員：小松・塩川伸明・沼野充義、東京大学出版会[26]、2012年。
  - 1.『<東>と<西>』宇山智彦も共編
  - 2.『ディアスポラ論』

担当：原文トルコ語翻訳、205‒228頁：メルトハン・デュンダル(A. Merthan Dündar)[27]著. “私は夢も日本語で見ていた―トルコ・タタール移民の活動”.   Academia.edu. 2022年8月20日閲覧。[28]
  - 3.『記憶とユートピア』

担当 :「総論　記憶とユートピア」1‒15頁、「汎イスラーム主義再考：ロシアとイスラーム世界」19‒50頁。[28]
  - 4.『公共圏と親密圏』松井康浩も共編
  - 5.『国家と国際関係』
- Kazakhstan, Kyrgyzstan, and Uzbekistan: Life and Politics during the Soviet Era Palgrave Macmillan、2017年。Timur Dadabaev共編[29][30]。NCID BB23319614
担当：“Collective Memory, Oral History and Central Eurasian Studies in Japan”, pp.1–19。
- 『中央ユーラシア史研究入門』荒川正晴・岡洋樹共編、山川出版社、2018年。NCID BB25984410
- 『近代中央ユーラシアの眺望』野田仁共編、山川出版社[31]、2019年。NCID BB29022006
担当：第12章「言説空間のひろがり：アブデュルレシト・イブラヒムの足跡をたどって」267－286頁
- 『アジア人物史』全12巻＋索引巻 (2026年2月26日発売[32])、総監修：姜尚中、編集委員：小松ほか9名のアジア史研究者、集英社[33]、2022年12月-2024年4月 。NCID BC18657954
執筆担当巻：
  - 5.『モンゴル帝国のユーラシア統一』-「巻頭言」
  - 8.『アジアのかたちの完成』- 第11章「中央アジアの19世紀：近代の開幕」
  - 9.『激動の国家建設』- 第14章「20世紀初めの中央アジア：革命の世代の群像」
  - 10.『民族解放の夢』- 第9章「韃靼の志士：イスラーム世界と日本」
  - 12.『アジアの世紀へ』- 第10章「ジハードの遂行をめぐって」山根聡[34]と共著。※小松担当 中央アジア関連：「ヒンドゥスターニー（1892-1989）（英語版）[35]」「中央アジアのムスリム宗務局長（ムフティー）たち」「中央アジアの革新派系のグループ」
- 『中央ユーラシア文化事典』小松(編者代表)・梅村坦・坂井弘紀・林俊雄・前田弘毅・松田孝一共編、丸善出版、2023年7月。NCID BD02794079

### 翻訳
- 『ジャポンヤ：イスラム系ロシア人の見た明治日本』アブデュルレシト・イブラヒム著[36]、小松香織と共訳（原文：オスマン語[37]）、第三書館、1991年[38] 。
  - 増補・改訂版『ジャポンヤ：イブラヒムの明治日本探訪記』岩波書店〈イスラーム原典叢書〉、2013年[39]。 NCID BB13035814
- 『タイムズ ヨーロッパ民族事典』フェリペ・フェルナンデス-アルメスト（英語版）編、木畑洋一らと共訳（原文：英語[25]）、東洋書林、2005年。NCID BA72415209
- 『トルキスタン文化史』全2巻、V．V．バルトリド著、小松監訳（原文：ロシア語[28]）、平凡社東洋文庫、2011年2・3月刊。NCID BB04836958
※植田暁[40]「【新刊紹介】V・V・バルトリド著/小松久男監訳『トルキスタン文化史』1、2(東洋文庫805、806) 平凡社」『史学雑誌』第120巻第9号、史学会、2011年、1594-1596頁、doi:10.24471/shigaku.120.9_1594
- 『テュルクの歴史：古代から近現代まで』カーター・V・フィンドリー（英語版）著[41]、小松監訳（原文：英語[42]）、佐々木紳訳、明石書店〈世界歴史叢書〉[43]、2017年 。NCID BB24274373

### 監修
- 『世界の歴史』まんが：高田靖彦、小学館〈小学館版学習まんが世界の歴史〉[44]。
  - 別巻1-2 『イスラム世界』I-II、監修、2021年。
  - 別巻3-4 『オスマン帝国』I-II、監修、2021年。
  - 8巻『モンゴルと中国：大モンゴル国・元・明・清』岸本美緒と共監修、2018年。

### 論文
- 小松久男 - CiNii Research

## 家族・親族
妻はオスマン帝国史研究者・早稲田大学教授の小松香織。